# خان بغلتشي
خان‌ بغلتشي (بالفارسية: خان‌بغلچی) هي قرية تقع في أذربيجان الغربية في إيران. يقدر عدد سكانها بـ 241 نسمة .